# Dobbewetering
De Dobbewetering (vroeger ook genaamd Achterwetering) is een deels gekanaliseerd riviertje, dat sinds de ontginning in de middeleeuwen van de Duivenvoordse Polder en de Veenzijdse Polder zorgt voor de afwatering van deze polders naar de Oude Rijn en zo op de Noordzee bij Katwijk. Een dobbe is overigens een veenpoel. Wetering is een regionaal gebruikelijk synoniem voor watering, een voor de afwatering gegraven watergang.
De Dobbewetering en de parallel lopende Veenwatering stromen zuidwest-noordoost en zijn deel van Rijnlands boezem (ze hebben hetzelfde peil als bijvoorbeeld de Oude Rijn, de Vliet, de Leidse singels en grachten, de Kagerplassen en de Westeinderplassen). Het streefpeil in de boezemwatergangen is -0,60 m NAP.
Bij een doorwaadbare plaats in de Dobbewetering stond al in 1226 een verdedigingstoren waaruit zich Kasteel Duivenvoorde zou ontwikkelen. Hier moest men tol betalen voor het transport van handelswaar over de Dobbewetering.
Voor de Dobbewetering geldt een vaarverbod voor gemotoriseerde vaartuigen, met uitzondering van het traject Rijn - grens bebouwde kom Leiden, tenzij vergunning wordt verkregen van het Hoogheemraadschap van Rijnland.